# Bradycellus lineatus
Bradycellus lineatus är en skalbaggsart som beskrevs av Thomas Casey. Bradycellus lineatus ingår i släktet Bradycellus och familjen jordlöpare. Inga underarter finns listade i Catalogue of Life.